# フールマン三角形

フールマン三角形(赤): △M'_{a}M'_{b}M'_{c}
弧の中点: M_{a},M_{b},M_{c}

フールマン三角形 (赤):
△M'_{a}M'_{b}M'_{c}
△M_{a}M_{b}M_{c}~△M'_{a}M'_{b}M'_{c}

フールマン三角形とフールマン円（赤色）。 および はそれぞれナーゲル点と垂心を表し、元の三角形の内接円の半径を とするとき、 が成り立つ。

フールマン三角形（フールマンさんかくけい、英: Fuhrmann triangle）は、ヴィルヘルム・フールマン (1833–1904)にちなんで名付けられた特別な三角形である。
△ABCについて、その外接円の、それぞれA,B,Cを含まない円弧BC,CA,ABの中点をそれぞれMa,Mb,Mcとする。これらの点を三角形の辺BC,CA,ABで鏡映した点M'a,M'b,M'cが作る三角形をフールマン三角形という。
フールマン三角形の外接円は、フールマン円と呼ばれる。フールマン三角形は弧の中点が成す三角形と逆向きに相似、つまり△MaMbMc~△M'aM'bM'c である。フールマン三角形の面積について、以下の式が成り立つ 。
{\displaystyle |\triangle M_{c}^{\prime }M_{b}^{\prime }M_{a}^{\prime }|={\frac {s|OI|^{2}}{2R}}={\frac {s(R-2r)}{2}}}
ここで、 Oは外心、Rは外接円の半径、Iは内心、sは半周長、rは内接円の半径である。右辺はオイラーの定理{\displaystyle |OI|^{2}=R(R-2r)}による変形である。フールマン三角形の辺については以下の式が成り立つ。
{\displaystyle a^{\prime }=2{\sqrt {\frac {s(s-a)}{bc}}}|OI|={\sqrt {\frac {a(s-a)(R-2r)}{r}}}}
{\displaystyle b^{\prime }=2{\sqrt {\frac {s(s-b)}{ac}}}|OI|={\sqrt {\frac {b(s-b)(R-2r)}{r}}}}
{\displaystyle c^{\prime }=2{\sqrt {\frac {s(s-c)}{ab}}}|OI|={\sqrt {\frac {c(s-c)(R-2r)}{r}}}}
ここで、a,b,cは各辺の長さである。 
フールマン三角形と、基準三角形の対応は以下のとおりである。 
| フールマン三角形           | 基準三角形             |
| -------------------------- | ---------------------- |
| 外心X3                     | フールマン円の中心X355 |
| 垂心X4                     | 内心X1                 |
| 九点円の中心X5             | 九点円の中心X5         |
| キーペルト放物線の焦点X110 | 垂心X4                 |
| ジェラベク双曲線の中心X125 | シュピーカー点X10      |
| オイラー線                 | IN線(X1とX5を結ぶ線)   |

## 一般化
△ABCと点Pについて、Pの擬調和三角形を△MaMbMc、BC,CA,ABでMa,Mb,Mcを鏡映した点をM'a,M'b,M'cとする。△M'aM'bM'cをPフールマン三角形（P-Fuhrmann triangle）という。Pの擬調和三角形とフールマン三角形は逆向きに相似である。Pフールマン三角形の外接円はPフールマン円、またはPヘギー円と呼ばれる。Pが内心のときは単にフールマン三角形、フールマン円である。